# Gueto de Minsk

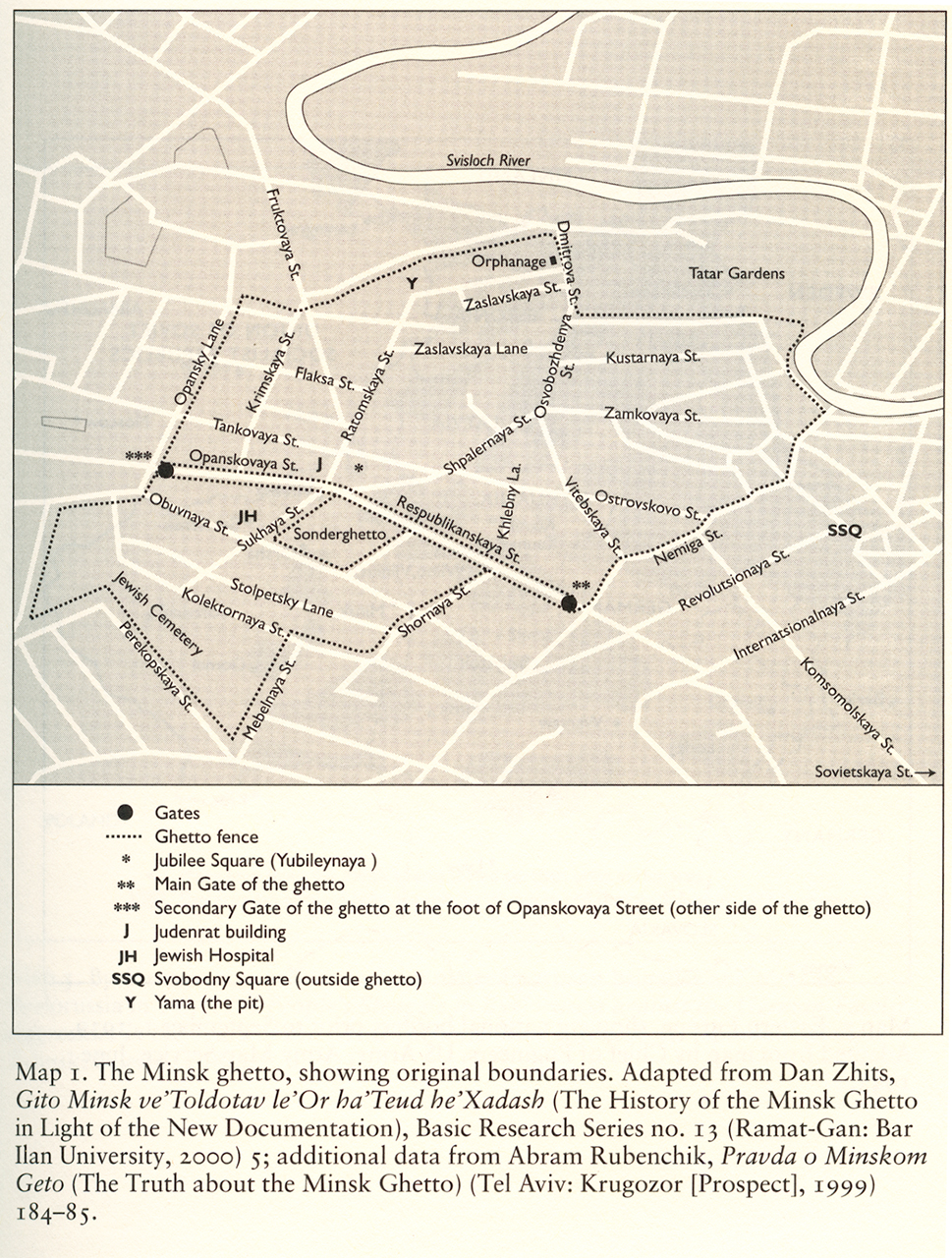
Mapa del gueto de Minsk de la professora Barbara Epstein

El gueto de Minsk va ser una zona de segregació forçosa de la comunitat jueva a la ciutat de Minsk, creat poc després de la invasió alemanya de la Unió Soviètica. Va ser un dels més grans de la RSS de Bielorússia i el més gran del territori ocupat pels alemanys a la Unió Soviètica. Va allotjar prop de 100.000 jueus, la majoria dels quals van ser assassinats durant l'Holocaust.

## Història
El cens soviètic de 1926 va mostrar que 53.700 jueus vivien a Minsk (que constituien prop del 41% dels habitants de la ciutat).
El 28 de juny de 1941, poc després de la invasió alemanya de la Unió Soviètica i la presa de la ciutat de Minsk, capital de la RSS de Bielorússia, es va crear el gueto. El cinquè dia posterior a l'ocupació, 2.000 intel·lectuals jueus van ser massacrats pels alemanys; a partir d'aleshores, l'assassinat d'aquesta comunitat ètnica es va convertir en un fet habitual. Uns 20.000 jueus van ser assassinats durant els primers mesos de l'ocupació alemanya, la majoria per esquadrons Einsatzgruppen.
El 17 de juliol de 1941 es va crear l'autoritat ocupacional alemanya, el Reichskommissariat Ostland. El 20 de juliol es va establir el gueto de Minsk. També es va establir un Consell Jueu (Judenrat). La població total del gueto era d'uns 80.000 habitants (més de 100.000 segons algunes fonts), dels quals uns 50.000 eren habitants d'abans de la guerra, i la resta (30.000 o més) eren refugiats o mobilitzats a la força pels alemanys dels assentaments propers.

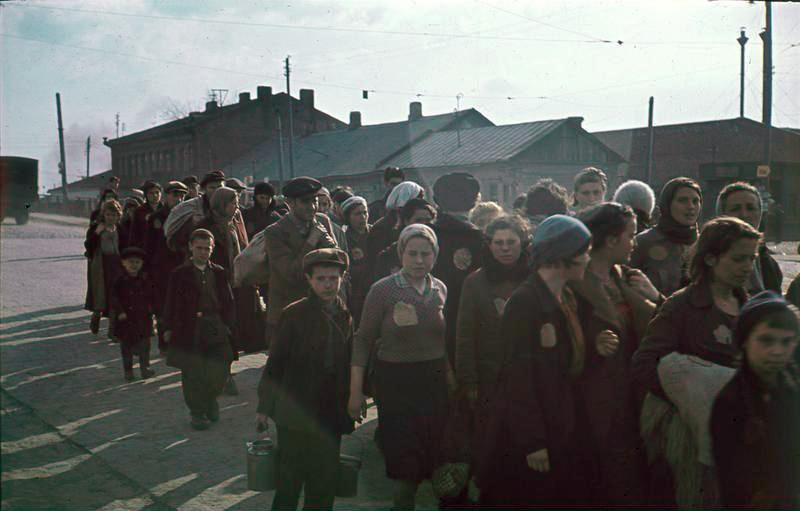
Jueus al gueto de Minsk, 1941

El novembre de 1941 es va establir un segon gueto a Minsk per als jueus deportats d'Occident, conegut com a gueto d'Hamburg, que es trobava al costat del principal gueto de Minsk. A sobre de l'entrada d'aquest gueto separat hi havia un cartell que posava «Sonderghetto» ("Gueto especial"). Cada nit, la Gestapo assassinava entre 70 i 80 dels nouvinguts. Aquest gueto estava dividit en cinc seccions, segons els llocs d'on provenien els habitants: Hamburg, Berlín, Renània, Bremen i Viena. La majoria dels jueus d'aquest gueto eren d'Alemanya i del Protectorat de Bohèmia i Moràvia; el nombre més gran que tenia alhora era d'uns 35.000 habitants. Es va permetre poc contacte entre els habitants dels dos guetos.

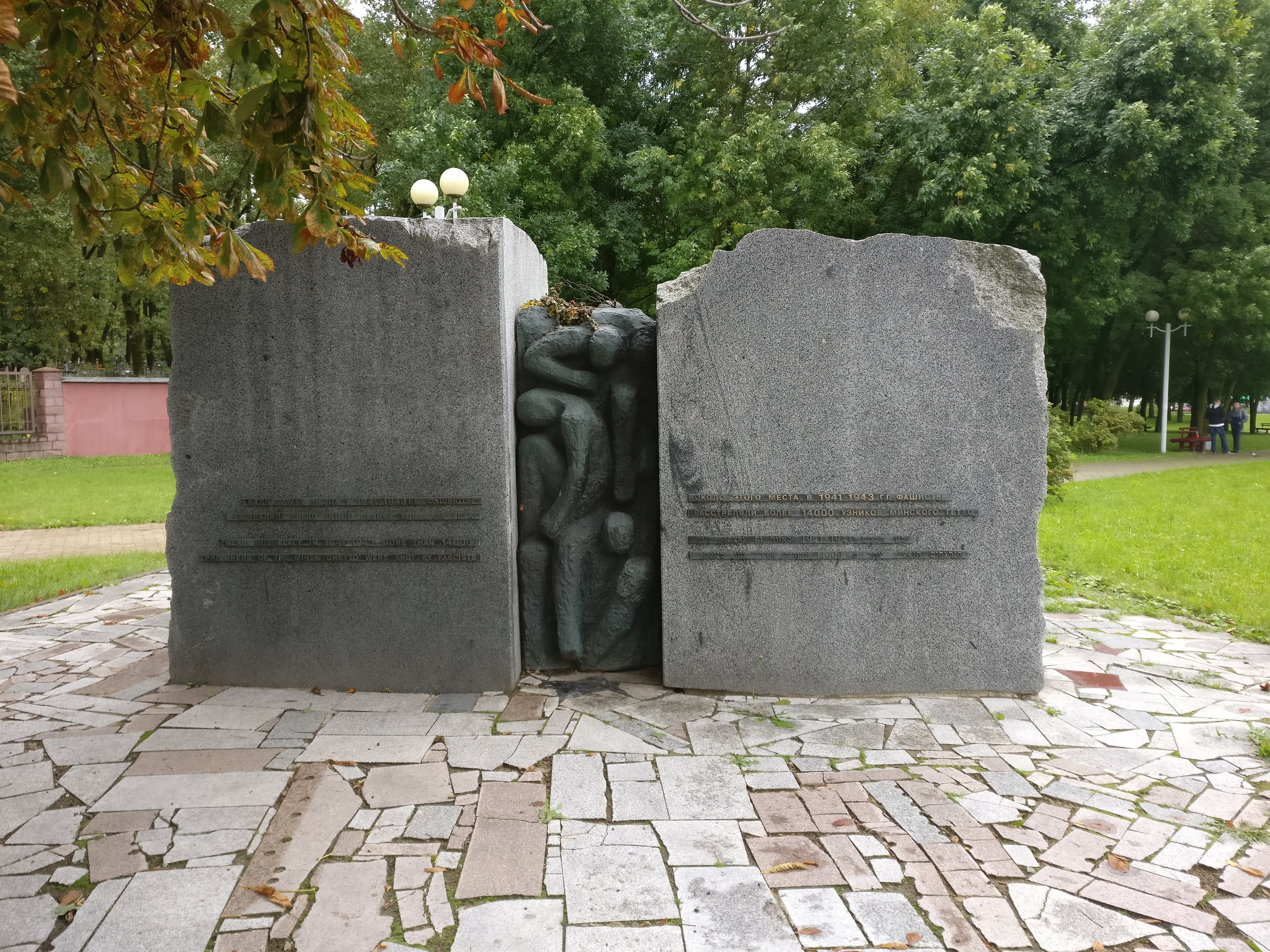
El monument a les víctimes del gueto de Minsk al carrer Pritytskogo, Minsk, Bielorússia

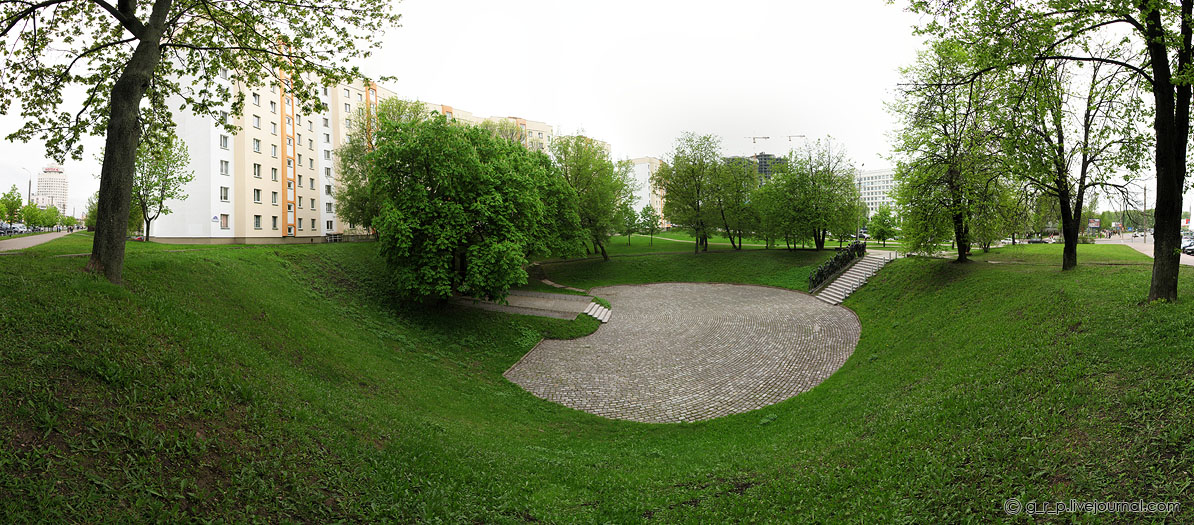
El "Pit memorial" amb obelisc a l'esquerra (enfosquit) i escultura grupal a l'escala de la dreta.

Com en molts altres guetos, els jueus es van veure obligats a treballar a les fàbriques o altres operacions dirigides pels alemanys. Els seus habitants vivien en condicions extremadament pobres, amb estocs insuficients d'aliments i subministraments mèdics.
El 2 de març de 1942, la llar d'infants o orfenat del gueto va ser "liquidat"; els nens van ser enterrats vius en una fossa després que els assassins els llencessin caramels:
| « | En aquell moment, van arribar diversos oficialt de les SS, entre ells Wilhelm Kube, el qual, immaculat amb el seu uniforme, va llançar grapats de dolços als nens que cridaven. Tots els nens van morir sota la sorra. | » |

El març de 1942, aproximadament 5.000 jueus van ser assassinats a prop d'on ara hi ha el monument commemoratiu d'"El Pit" al gueto de Minsk. El 31 de març, els alemanys van atacar el gueto per arrestar els líders de la Resistència, i gran part del gueto, inclosa la sinagoga, va ser cremada.
A l'agost, menys de 9.000 jueus quedaven al gueto, segons documents oficials alemanys. El gueto va ser liquidat el 21 d'octubre de 1943, amb molts jueus de Minsk que van morir al camp d'extermini de Sobibor. Diversos milers van ser massacrats al camp d'extermini de Maly Trostenets (abans de la guerra, era un poble a unes poques milles a l'est de Minsk).
Aproximadament, cinquanta jueus alemanys i austríacs del "gueto especial" van sobreviure a la guerra, la majoria homes joves que van ser deportats del gueto a Polònia. Només hi havia uns quants supervivents jueus a la ciutat quan l'Exèrcit Roig la va recuperar el 3 de juliol de 1944.

## Resistència

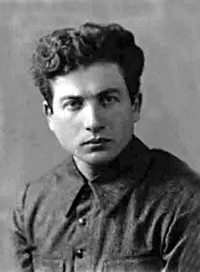
Mikhaïl Guébelev, cap de la Resistència

El gueto de Minsk destaca per la seva organització de resistència a gran escala, que va cooperar estretament amb els partisans soviètics. Uns 10.000 jueus van poder escapar del gueto i unir-se a grups de partisans en boscos propers. La professora Barbara Epstein calcula que 30.000 jueus van intentar escapar del gueto de Minsk per unir-se als partisans, dels quals la meitat estan registrats amb nom i cognom. Es desconeix si la meitat restant va escapar amb èxit o no.

## Reclusos notables
- Rokhl Brokhes (1882—1942?), escriptor
- Paula Fürst (1894–1942?), reformadora educativa
- Ida Jenbach (1868–1941?), periodista, dramaturga i guionista
- Hanna Krasnapiorka (1925—2000), escriptora i periodista
- Heinz Rosenberg (1921–1997), escriptor
- Anatoly Rubin (1927–2017), escriptor, esportista, professor
- Cläre Tisch (1907–1942?), economista
- Simcha Zorin (1902–1974), partisà